# Conan Edogawa
Conan Edogawa (江戸川 コナン?, Edogawa Konan), il cui vero nome è Shinichi Kudo (工藤 新一?, Kudō Shin'ichi), è un personaggio immaginario, narratore e protagonista della serie manga e anime Detective Conan, creata da Gōshō Aoyama.

## Creazione e sviluppo del personaggio
Il «Libro dei personaggi», contenuto nel volume 49 del manga, indica che Shinichi Kudo ha un'altezza "simile" a quella di Gōshō Aoyama, il quale è di 174 cm, come riportato nella stessa pagina. Il nome "Conan" è parte del nome di Arthur Conan Doyle, autore della celebre serie di romanzi e racconti gialli dedicata al detective Sherlock Holmes, mentre il cognome "Edogawa" è da riferirsi a Edogawa Ranpo, scrittore giapponese che usò questo pseudonimo dalla traslitterazione giapponese di Edgar Allan Poe.
Shinichi Kudo, inoltre, è nato il 4 maggio, lo stesso giorno dell'apparente morte di Sherlock Holmes nelle cascate di Reichenbach. Quest'informazione viene rivelata nel primo e nel terzo film, ma non è mai stata svelata nel manga, essendo stato indicato nel «Libro dei personaggi».
Shinichi Kudo inoltre è un grande appassionato di gialli come dice nel primo volume casa sua contiene una grande libreria tutta di gialli, tra cui quelli di suo padre.

## Carattere
Sbruffone, intelligente, riflessivo, arguto, sveglio e spavaldo, anche se è abbastanza timido, Shinichi Kudo è sicuro di sé e delle sue capacità e non ha alcun problema a dimostrarlo. Fiero della sua popolarità, ama stare al centro dell'attenzione e difficilmente tende a non farsi notare. Spesso, durante la serie, viene definito "snob", "melodrammatico" e "arrogante", mentre Ran lo apostrofa diverse volte come "otaku del giallo", data la sua immensa passione per i misteri. Adora Sherlock Holmes e tenta di emularne le gesta. È apparentemente freddo e calcolatore. Difficilmente perde il proverbiale 'sangue freddo', a meno che qualcuno a cui è molto legato non sia in pericolo. Stenta a dimostrare i suoi sentimenti, soprattutto se sono d'affetto. In amore, infatti, è molto insicuro e riservato e non ama le "classiche romanticherie". Il detective dimostra, comunque, di essere una persona molto gentile. Ha un buon orecchio per la musica, ma non riesce comunque ad intonare le note, essendo terribilmente stonato. È anche un ottimo giocatore di calcio.

## Poteri e abilità
Shinichi Kudo (Conan Edogawa) è molto intelligente e calcolatore. Anche se solo al liceo, la sua passione per i misteri lo ha portato ad essere un lettore straordinariamente colto per mostrare conoscenze e comprensione avanzate in una miriade di argomenti, che può usare metodicamente per aiutarlo nelle indagini. Ha una memoria eidetica e un richiamo perfetto, dimostrando ripetutamente la capacità di ricordare ogni dettaglio di un'indagine o altri argomenti a cui tiene. La sua meticolosa attenzione ai dettagli gli consente di notare piccole incongruenze nelle scene del crimine e sospettare delle testimonianze, e usando una logica astuta scopre le ragioni dietro quelle incongruenze per collegarle al crimine. Ha un'intuizione notevole, in grado di capire quando le persone lo stanno spiando e se stanno nascondendo qualcosa. Grazie al suo senso di osservazione, è molto attento a quasi ogni singola cosa della sua vita. Come bambino, Conan Edogawa può attirare meno sospetti mentre indaga sulla scena del crimine, cavarsela con la ricerca e fare domande innocenti senza mettere in guardia i sospetti degli altri, anche se ha lo svantaggio di non avere l'autorità o la reputazione di Shinichi Kudo. Nel film Lupin Terzo vs Detective Conan viene mostrato anche capace di leggere le labbra. Ha competenze informatiche e una profonda comprensione per la criminologia e la psicologia inversa. È anche bravissimo a scoprire e decifrare i codici. È abbastanza bravo a recitare e può bluffare se necessario, per arrivare alla deduzione corretta, come portare il colpevole a fare un passo falso. Non è sempre un grande stratega, ma col passare del tempo le sue strategie migliorano molto. Ha ripetutamente prestato il primo soccorso a vittime per ferite d'arma da fuoco o accoltellamento, attacchi cardiaci e avvelenamento prima dell'arrivo dei soccorsi.
Come la sua intelligenza, ha anche una straordinaria capacità atletica: è agile, forte e capace di notevoli acrobazie. Shinichi Kudo è un calciatore estremamente abile, ma il suo livello di forza è molto meno potente nella forma di bambino. Per compensare questo, Conan Edogawa indossa scarpe create dal Dr. Agasa che aumentano la potenza. Preciso sulle distanze e in grado di calcolare l'angolo di impatto per rimbalzare un pallone su un muro e colpire un attaccante da dietro, usa il suo potente calcio di precisione per mettere fuori combattimento i criminali colpendoli con palloni da calcio o qualsiasi sostituto che sia utile. È bravo anche in altri sport, come il pattinaggio sul ghiaccio, lo sci e lo snowboard. Mostra una propensione per lo skateboard: Conan Edogawa può facilmente eseguire acrobazie e schivate molto complicate con il suo skateboard ad alta velocità.
Sebbene non sia appassionato come Ran Mori, Shinichi Kudo è ben addestrato nel karate e nel judo, avendo imparato insieme a lei e guardandola gareggiare. Shinichi Kudo mostra un'abilità e un'accuratezza impeccabile nel maneggiare le armi da fuoco a causa del fatto che suo padre Yusaku lo portava di tanto in tanto ai poligoni di tiro. Durante il colpo alla torre dell'orologio, Shinichi Kudo ha sparato per rimuovere il raggio di supporto di uno schermo di proiezione gigante con un singolo colpo da un elicottero in movimento. Inoltre, in L'asso di picche, ha sparato un proiettile alla gamba di Ran con una tale precisione, che la rendeva incapace di camminare per costringere il criminale a lasciarla andare, ma in seguito la sua gamba è guarita senza segni o danni persistenti. Tra la sua mira naturale e la sua coordinazione, può anche colpire con le sue freccette.

## Storia

### Prima della trasformazione
Shinichi Kudo è un diciassettenne che studia alla scuola superiore Teitan, e frequenta la stessa classe di Ran Mori e Sonoko Suzuki. Nei momenti liberi, è sempre disposto ad aiutare la polizia giapponese a risolvere casi complicati, essendo infatti un detective liceale famoso che, in pochissimo tempo, riesce a risolvere anche casi intricati e difficili. Abita a Beika ed è vicino di casa del dottor Agasa, di cui è anche grande amico. In casa vive da solo, in quanto i suoi genitori, Yusaku Kudo e Yukiko Fujimine, si sono trasferiti da ormai tre anni negli Stati Uniti, precisamente a Los Angeles. La solitudine non gli è di peso, anzi gli permette di praticare tutti i suoi hobby preferiti: Shinichi Kudo è infatti un grande calciatore, tanto che alcuni mesi prima aveva ricevuto delle offerte da squadre locali, che gli proponevano l'affiliazione. Nonostante le tante ammiratrici e innamorate che la sua fama comporta, Shinichi Kudo è sin dall'infanzia innamorato della sua compagna di classe Ran Mori, con la quale ha un appuntamento proprio il giorno che gli cambierà completamente la vita.

### L'arrivo di Conan Edogawa
Al parco dei divertimenti Tropical Land, luogo dell'appuntamento con Ran, Shinichi Kudo vede dei loschi uomini in nero, intenti in uno scambio criminale. Concentrato su quest'avvenimento, il giovane non nota il criminale alle sue spalle: viene colpito e perde i sensi. Per farlo sparire, i loschi uomini decidono di ucciderlo usando una sostanza sperimentale chiamata Apotoxina 4869, che aveva ucciso le cavie animali. Fortunatamente, la sostanza ha anche un altro effetto, cioè induce le cellule ad autoridursi tramite il processo di apoptosi, facendo tornare la vittima all'età di 7 anni, ma lasciando inalterato il cervello. Anche se i delinquenti lo credono morto, Shinichi Kudo lascia così il posto nella storia a Conan Edogawa, che dà la caccia agli uomini dell'Organizzazione nera. Conan Edogawa sceglie di andare ad abitare insieme a Ran e al padre Kogoro Mori, un detective privato a corto di lavoro, per poter aiutare l'ultimo nelle indagini, con la speranza di arrivare agli uomini in nero. Grazie alla sua geniale capacità d'intuizione, Conan Edogawa fa diventare famoso Kogoro Mori, in quanto risolve i suoi casi facendo credere che sia l'uomo a farlo in uno stato di trance: lo addormenta con un orologio spara aghi soporiferi e riproduce la voce di Kogoro Mori utilizzando un modulatore vocale a forma di papillon, regalatogli dal dottor Agasa. Durante alcune indagini, il ragazzino riuscirà a trovare degli indizi sull'organizzazione.

### La scoperta della doppia identità
Da solo, la caccia all'organizzazione si rivelerebbe un'impresa troppo difficile. Per questo, Conan Edogawa deve fare affidamento su più persone, che sanno del suo rimpicciolimento.
La prima persona che ne viene a conoscenza è il dottor Hiroshi Agasa, che lo aiuta ad andare a vivere da Ran. In seguito, anche la madre Yukiko e il padre Yusaku verranno a conoscenza del rimpicciolimento del loro figlio dal dottore e cercheranno di farlo partire con loro per gli Stati Uniti, trovandolo, però, contrario a questa idea.
Heiji Hattori, il giovane detective dell'Ovest, è la successiva persona a venire a conoscenza della doppia identità di Conan Edogawa. Lo scopre durante il caso degli appassionati di Sherlock Holmes, a causa del cattivo accento di Conan nell'usarlo per risolvere un caso. Assieme a lui, però, Conan Edogawa riuscirà a fare molte indagini, come quella fatta su Jodie, quando ancora si sospettava che fosse Vermouth, e potrà anche avere qualcuno che si possa travestire da Shinichi Kudo in caso di necessità.
Ai Haibara, la creatrice dell'APTX 4869, è la successiva persona che viene a conoscenza del suo rimpicciolimento. Proprio a causa delle sue conoscenze sull'organizzazione, sarà molto utile a Conan Edogawa, anche se, spesso, si preoccuperà molto dei pericoli che il giovane può correre in questa lunga caccia. Dell'organizzazione solo una persona sa della sua identità: Vermouth. La donna ne viene a conoscenza dopo il suo incontro con Shinichi Kudo nel caso di New York e l'incontro con Conan Edogawa nel caso di Halloween. Nonostante sia dell'organizzazione e sappia la verità su di lui, inspiegabilmente non ne parla con gli altri membri. In seguito, nel tredicesimo film, anche Irish, un altro membro dell'organizzazione, viene a scoprire la vera identità di Conan Edogawa, ma questi viene ucciso da Chianti, su ordine di Gin, prima che la possa rivelare. Irish, poco prima di morire, chiede a Conan Edogawa di continuare a dare la caccia all'organizzazione.
Successivamente, anche Eisuke Hondo scopre tutto, confessando a Conan Edogawa di essere a conoscenza della sua doppia identità, dopo aver fatto alcune indagini per conto suo. Dopodiché, spiandolo mentre usa la voce di Shinichi Kudo al telefono con Ran, Shuichi Akai (alias Subaru Okiya) scopre che Conan Edogawa e Shinichi Kudo sono la stessa persona.
In tutto, le persone al corrente della vera identità di Conan Edogawa, nel solo manga, sono 12: Hiroshi Agasa, Yusaku Kudo, Yukiko Fujimine, Heiji Hattori, Akemi Miyano (deceduta), Shiho Miyano (Ai Haibara), Chris / Sharon Vineyard (Vermouth), Eisuke Hondou, Shuichi Akai (Subaru Okiya), Masumi Sera, Mary Sera e Rei Futura (Tooru Amuro). Le persone invece che hanno capito che Conan Edogawa non sia un bambino normale sono: Kaito Kuroba (Ladro Kid), Wataru Takagi, Miwako Sato, Kansuke Yamato e Takaaki Morofushi (polizia di Nagano). Anche se non è dato sapere, anche l'FBI dovrebbe essere a conoscenza della sua vera identità, visto che si fidano di un bambino che, pur essendo molto sveglio, è troppo perspicace. È possibile che Yosaku sia amico di uno dei membri dell'FBI e gli abbia rivelato tutto, perché Shinichi non riesce a combattere da solo l'organizzazione. Questa tesi può essere confermata dall'episodio 43 (44 italiano), in cui Yosaku dice a Shinichi Kudo che negli Stati Uniti ha un amico che potrebbe aiutarlo nella caccia all'organizzazione. Ran ha spesso sospettato che Conan Edogawa e Shinichi Kudo potessero essere la stessa persona, ma ogni volta questo sospetto è stato smentito dallo stesso Conan Edogawa. grazie anche all'aiuto di Yukiko, Yusaku, Ai e del dottor Agasa. Della sua vera identità è al corrente anche Masumi Sera, avendo riconosciuto il ragazzo nonostante fossero passati dieci anni da quando si erano incontrati.
Nei film, il famoso ladro Kaito Kid (probabilmente anche nella storia canonica, manga e anime, Kaito Kid conosce la vera identità di Conan Edogawa) e Hiroki Sawada (comparso solamente nel sesto film) scoprono chi è Conan Edogawa in realtà.
Anche Arsenio Lupin III, Fujiko Mine, Daisuke Jigen e Goemon Ishikawa, che Conan Edogawa ha messo nella lista dei suoi avversari più pericolosi, conoscono la sua vera identità. Prima di morire, Allen Smithy, il principale antagonista di Lupin Terzo vs. Detective Conan - Il film, chiede a Conan Edogawa chi sia veramente e lui decide di svelargli la sua vera identità, nonostante Lupin cercasse di aiutarlo a tenerla nascosta.

### I temporanei ritorni di Shinichi Kudo
Nell'agenzia del detective Kogoro Mori arriva un detective liceale di nome Heiji Hattori che vuole sfidare Shinichi Kudo a una gara di deduzioni. In quel momento Conan Edogawa era malato quindi Heiji Hattori gli dà una bevanda alcolica. Ad un certo punto arriva una cliente nell'agenzia del detective Kogoro Mori che gli chiede d'indagare su un caso. Dopo essere arrivati a casa della signora c'è un omicidio: il marito della signora è stato ucciso. Conan Edogawa, dopo esser svenuto per il suo raffreddore, viene accompagnato da Ran in una stanza e prima che la ragazza lo scopra si trasforma in Shinichi Kudo, il quale risolve brillantemente il caso. Poco dopo il dialogo avuto con Ran ed Heiji Hattori si sente di nuovo male, la stessa sensazione provata precedentemente e cerca di fuggire dall'amica, recatasi a chiamare un medico. Shinichi Kudo, contro la sua volontà, ritorna ad essere Conan Edogawa. Egli scopre che è stata la bevanda di Heiji Hattori a permettere il suo ritorno nel corpo di un liceale e che se un bicchiere lo ha trasformato in Shinichi Kudo per un giorno l'intera bottiglia lo renderà un liceale per sempre ma Ran gli impedisce di assumere l'alcolico. In un altro episodio Conan riuscirà a sottrarglielo ma, come gli aveva riferito il dottor Agasa, dopo non funzionerà più come antidoto perché il suo corpo ha sviluppato degli anticorpi che riescono a resistere a quella bevanda.
Durante la recita organizzata nella scuola superiore Teitan, Ai Haibara riesce a creare un farmaco in grado di far tornare per 24 ore Conan Edogawa nelle sembianze di Shinichi Kudo. Tuttavia, la ragazza rivela che la pozione potrebbe avere alcuni effetti collaterali e il ragazzo potrebbe morire. Alla fine, Conan Edogawa decide di prendere la pozione e si trasforma in Shinichi Kudo, mentre Ai Haibara prende l'aspetto di Conan Edogawa per eliminare i sospetti di Ran. Intanto, Ran è la protagonista femminile della recita e Shinichi Kudo, all'insaputa di tutti, ottiene la parte del protagonista maschile, il cavaliere nero. Durante lo spettacolo, uno spettatore si sente male e muore avvelenato. Shinichi Kudo risolve il caso e rivela a tutti la propria identità, ma poco dopo sviene e si risveglia in ospedale. Qui scopre che è ancora adulto e si convince che ormai il suo corpo si sia stabilizzato. Invita quindi Ran a cena per dichiararle il suo amore, ma nel palazzo avviene un omicidio. Shinichi Kudo accorre sul luogo del delitto per svelare il caso, ma poco dopo si trasforma nuovamente in Conan Edogawa, ritornando così alla sua vita precedente e continuando la caccia all'organizzazione.
In seguito, Conan Edogawa si ritrova ad indagare su un vecchio caso di omicidio-suicidio che aveva risolto quando era ancora Shinichi Kudo, incolpando il sindaco del villaggio in cui si era svolto. Proprio scavando nel suo passato, Conan Edogawa assume in una capanna la pozione che lo aveva ritrasformato in Shinichi Kudo e torna ad essere un adolescente. La sera stessa viene trovato senza memoria in un lago e, dopo essere stato riportato alla villa del sindaco, avvengono un'aggressione e il grave ferimento di una giornalista: il colpevole pare essere proprio Shinichi Kudo. Dello strano caso se ne occupa Heiji Hattori e, dopo una dura indagine, svela che lo Shinichi Kudo senza memoria altri non è che Makoto Okuda, il figlio adottivo diciottenne del sindaco incolpato dal detective, il quale, con il suo grande patrimonio, aveva fatto uso della chirurgia plastica per assumere le sembianze dell'odiato Shinichi Kudo e aggredire la giornalista per poi farsi addossare la colpa e minare la grande carriera del liceale. In seguito al suo arresto, il vero Shinichi Kudo entra in ballo e rivela i dettagli dell'aggressione. Sulla strada verso casa, il liceale sta per ritrasformarsi in Conan Edogawa, quando intervengono Ai e il dottor Agasa, che gli danno la pillola per non farlo tornare bambino. Avvertono però che la durata del farmaco diminuisce di un'ora ogni volta che viene usato. La durata dell'effetto diminuirà fino a ridursi a un'ora.
Infine, Conan Edogawa ritorna temporaneamente Shinichi Kudo per tre volte durante il caso ambientato a Londra, risolve il caso che ruota intorno alla tennista Minerva Glass e inaspettatamente si dichiara a Ran mentre si trovano nei pressi del Big Ben.

## Rapporti

### Ran Mori
Shinichi Kudo è innamorato di Ran, che ricambia i suoi sentimenti, ma il suo status rimpicciolito non gli permette di dichiararsi: essa inaspettatamente avviene nel volume 72 corrispondente nell'anime all'episodio 621, durante un caso che si svolge a Londra (Nella patria di Holmes - Sesta parte). A seguito della sua trasformazione, è stato costretto a mentirle: finge di essere lontano per un caso di difficile risoluzione sperando di proteggerla dal pericolo dell'organizzazione. Vivendo con lei nelle sembianze di Conan Edogawa, può notare la tristezza che Ran prova quando pensa a Shinichi Kudo implicato in difficili casi in terre lontane. Di contro Ran, specialmente nelle prime serie, coltiva e nutre dei sospetti riguardo a Conan Edogawa, arrivando ad ipotizzare che sia Shinichi Kudo trasformato in un bambino. Accantonati questi sospetti, Ran agisce nei confronti di Conan Edogawa con fare materno e protettivo, arrivando a sgridarlo e premurarsi, per sua "tutela", di allontanarlo dalle scene del delitto, spiegandosi il suo acume con un rapporto di amicizia ed ammirazione verso Shinichi Kudo stesso. Molte volte Conan Edogawa è sul punto di dire la verità a Ran, ma ogni volta qualcuno interviene per fermarlo.

### Hiroshi Agasa
Il dottor Hiroshi Agasa è il primo personaggio a cui Conan Edogawa ha rivelato la sua identità segreta, a riprova della grande fiducia che Conan Edogawa nutriva nei suoi confronti sin da quando era Shinichi Kudo, e che la sua trasformazione ha rinnovato. Hiroshi Agasa, accettata e compresa la verità nei confronti di Conan Edogawa, ha deciso di aiutarlo, fornendo i congegni usati da lui e dai Detective Boys ed impegnandosi a fare in modo che Kogoro Mori prendesse il bambino in carico, presentandolo come un lontano parente di Shinichi Kudo. Hiroshi Agasa agisce anche da figura paterna surrogata per Conan Edogawa e per i Detective Boys, organizzando per loro gite ricreative ed altre iniziative.

### Shiho Miyano / Ai Haibara
Ai Haibara, in quanto la creatrice dell'APTX 4869, diventa amica di Conan Edogawa e sua compagna nella ricerca dell'antidoto al veleno. Lo prende spesso in giro e a volte gli fa delle dichiarazioni "scherzose". Si pensa che i sentimenti di Ai Haibara nei confronti del detective potrebbero andare oltre la semplice amicizia, anche se lei non ha mai ammesso nulla. Nonostante Ai infatti agisca spesso in modo freddo e sarcastico, apertamente scherzando su Conan Edogawa anche di fronte agli altri Detective Boys, gli è sinceramente affezionata e si impegna con costanza per aiutarlo, sviluppando la medicina che gli consente di ritornare temporaneamente Shinichi Kudo e fiancheggiandolo nei piani più complessi. Di contro Conan Edogawa s'impegna a proteggere Ai dall'organizzazione.

### Detective Boys
Ayumi Yoshida è una compagna di classe di Conan Edogawa e fa parte della squadra dei Detective Boys insieme a Genta Kojima, Conan Edogawa, Ai Haibara e Mitsuhiko Tsuburaya. È segretamente innamorata di Conan Edogawa, anche se nell'episodio "Il Vecchio Castello Blu" rivela il suo amore per Conan Edogawa ad Ai Haibara, ma non riesce mai a dimostrargli il proprio amore. Nel quinto film vede Ran come una rivale.
Genta Kojima e Mitsuhiko Tsuburaya, all'inizio diffidenti e sospettosi verso il carattere serio e riservato di Conan Edogawa, col tempo gli si sono comunque affezionati, ammirando la sua capacità di risolvere i misteri e lasciandogli la guida informale del gruppo dei Detective Boys. A volte, Genta Kojima e Mitsuhiko Tsuburaya continuano ad essere un po' gelosi di Conan Edogawa, vedendolo come un rivale per le affezioni di Ayumi Yoshida ed Ai Haibara e desiderando essere capaci di risolvere un caso poliziesco da soli e dimostrare al loro amico la loro bravura, ma nonostante questo sono un gruppo unito.

### Heiji Hattori
Il rapporto tra i due Detective Boy non inizia nel migliore dei modi: Heiji Hattori appare arrogante e curioso di sapere quanto fossero vere le voci su Shinichi Kudo, mentre quest'ultimo non è per nulla interessato alla sfida deduttiva che l'altro vuole proporgli. Dopo essersi incontrati e aver scoperto il segreto di Conan Edogawa, il liceale di Osaka svilupperà stima, affetto e ammirazione per il collega, aiutandolo in ogni frangente possibile (Ran, organizzazione, ecc.) e, in alcune occasioni, sostituendosi a lui con un travestimento. Heiji Hattori è sempre pronto ad aiutare Conan Edogawa in caso di problemi, specialmente quelli sentimentali con Ran, e prende a cuore la situazione dell'amico. Si nota, per esempio, quando cerca invano di spacciarsi per lui, al fine di convincere Ran che Conan Edogawa non sia Shinichi Kudo.
Heiji Hattori è molto emotivo ed estroverso, mentre Shinichi Kudo si mostra più freddo e determinato: a dispetto dell'amico, che fin dall'inizio dimostra di tenere a lui e alla sua situazione, non esterna più di tanto i suoi sentimenti. Heiji Hattori lo ritiene comunque il suo "migliore amico" e, davanti alla freddezza dell'altro, minaccia di rivelare a Ran il suo segreto, senza mai farlo davvero. Si diverte anche a prenderlo in giro per i sentimenti che prova per lei. Ci sono comunque dei momenti in cui Shinichi Kudo dimostra d'essere realmente affezionato al collega, come nel volume 23, quando Heiji Hattori cade da una nave e Conan Edogawa, sentendo il tonfo, corre al parapetto in evidente stato di affanno e preoccupazione, sperando che non sia stato lui a finire fuoribordo.
Heiji Hattori ha un carattere impulsivo ed è più competitivo di Shinichi Kudo, ma davvero patetico rispetto all'amico: infatti quando si fa prendere da queste emozioni perde lucidità e commette errori, come ad esempio nella sua prima sfida contro Shinichi Kudo, quando era talmente preso dal vincere la sfida che non ha ragionato come è solito fare. In quell'occasione ammette la superiorità di Shinichi Kudo, tuttavia nei casi successivi la sua perspicacia non sarà mai inferiore a quella del suo amico-rivale. Essendo entrambi liceali molto perspicaci e nominati "Il detective dell'est e il detective dell'ovest" spesso vengono paragonati e messi in contrapposizione, infatti ci sono episodi in cui si sfidano come la prima volta, ma non c'è mai un vincitore.
Nonostante la differenza di carattere, i due diventano in poco tempo come fratelli. Fra i due nasce una stima e una collaborazione notevole: si trovano ad avere simultaneamente le stesse intuizioni e scattano alla ricerca del medesimo indizio, senza neppure essersi consultati.

### Kogoro Mori
Kogoro Mori (abbreviato nel manga in Goro Mouri) pensa spesso che Conan Edogawa sia fastidioso, soprattutto quando il bambino, durante l'indagine su un caso, fa o dice delle cose inaspettate e si comporta in modo diverso da come dovrebbe. Sebbene nella maggior parte dei casi Conan Edogawa pensi che Kogoro Mori sia solo uno stupido ubriacone, resta impressionato dalla capacità di Kogoro Mori di risolvere i casi senza bisogno del suo aiuto, quando sono coinvolte le persone che ama. Dal canto suo Kogoro Mori, sia pur non avendo alcuna fiducia nelle capacità deduttive di Conan Edogawa, che dal suo punto di vista è solo un bambino saccente e fastidioso che "gioca" sulle scene del delitto, è affezionato al piccolo come un componente della sua famiglia, ed è tanto protettivo nei suoi confronti quanto lo è verso la sua stessa figlia Ran. Diverso è il rapporto che ha con la versione adulta di Conan Edogawa, Shinichi Kudo. Kogoro Mori lo vede come un moccioso pronto a rubargli la figlia, sebbene nel volume 62 dimostra d'essere in pena per la salute del ragazzo.

### Sonoko Suzuki
Tra Sonoko Suzuki e Conan Edogawa, così come per Shinichi Kudo, ci sono sempre stati sentimenti di ironia e di scherzo. Sonoko Suzuki ottiene notorietà solo grazie all'aiuto di Conan Edogawa e quest'ultimo la usa come espediente per risolvere i casi in assenza di Kogoro Mori, ma in diversi episodi, in caso di pericolo, Sonoko Suzuki c'è sempre stata per Conan Edogawa e viceversa.

### Juzo Megure
Juzo Megure è l'ispettore della polizia di Beika. Come si può notare nel primo episodio, è molto amico di Shinichi Kudo. In tutti gli altri episodi, è costretto a lavorare con Kogoro Mori, che sarebbe un rimpiazzo fino a quando non si sconfiggeranno gli uomini in nero, in assenza di Shinichi Kudo.

### Wataru Takagi
Insieme a Miwako Sato, Wataru Takagi è l'agente di polizia che maggiormente tiene in considerazione i suggerimenti di Conan Edogawa e, in generale, di tutti i Detective Boys. Il suo contributo talvolta aiuta Conan Edogawa nel risolvere i casi e, in un'occasione, Takagi gli fornisce informazioni importanti nell'economia della trama principale. Wataru Takagi arriva anche a sospettare che Conan Edogawa non sia un normale bambino di prima elementare e, in un caso in cui è in gioco la vita di entrambi, gli chiede chi sia in realtà. Conan Edogawa, però, afferma che gli rivelerà la sua identità solo quando saranno morti.

### Miwako Sato
Miwako Sato è un agente donna, ispettore assistente della polizia. Il suo rapporto con Conan Edogawa non è diverso da quello instauratosi tra Takagi e il piccolo detective, con la sola differenza che, in più occasioni, dimostra di fidarsi delle sue intuizioni.

### Kaito Kid
Kaito Kid è un misterioso ladro che si mette in mostra utilizzando i suoi trucchi da prestigiatore. Conan Edogawa e Kaito Kid sono amici-rivali, e questo è iniziato dai loro stessi genitori, ma viene rimproverato severamente e insultato in maniera troppo umile da Conan che lo smaschera.
Nel ventisettesimo film si scopre che è il cugino maggiore di Kaito Kuroba, nato un mese dopo, poiché i loro rispettivi padri sono fratelli gemelli. Siccome i loro nonni paterni divorziarono quando Toichi Kuroba e Yusaku Kudo erano piccoli, la nonna prese il padre di Shinichi con sé usando il suo cognome da nubile, mentre il padre di Kaito andò a vivere con il nonno mantenendo il loro vero cognome.

### Organizzazione nera
Shinichi Kudo si scontra con numerosi criminali di piccolo calibro nel corso dei casi della serie, ma continua a cercare di sconfiggere il suo nemico mortale, l'organizzazione criminale che colpisce nell'ombra e che lo ha fatto tornare fisicamente bambino: quelli che lui chiama gli uomini in nero. Naturalmente, per distruggere definitivamente l'organizzazione, deve scoprire l'identità del loro capo.

### Federal Bureau Investigation
Conan Edogawa ha collaborato in molte occasioni con la Federal Bureau Investigation. Gli agenti James Black, Jodie Starling, Shuichi Akai ed Andre Camel hanno collaborato spesso con Conan Edogawa pur non conoscendo la sua vera identità, ad eccezione del terzo.

### Masumi Sera
Masumi Sera è una detective liceale, sorella minore dell'agente FBI Shuichi Akai.

## Gadget di Conan Edogawa
Nel corso del manga, il dottor Agasa ha creato per Conan Edogawa parecchi gadget, di seguito elencati:
- Papillon-Modulatore di Voce

All'apparenza si presenta come un comune papillon ma è in realtà un modulatore di voce. È un oggetto molto utilizzato nella serie: Conan Edogawa se ne serve per imitare la voce di Goro Mouri, e, molto pù raramente, del dottor Hiroshi Agasa e di Sonoko Suzuki, per fornire la soluzione dei casi. Per regolare la voce è presente una manopola numerata: ad ogni numero corrisponde una voce differente. Se la voce la si dovesse far provenire da un punto distante da Conan Edogawa, si possono utilizzare dei bottoni-altoparlanti applicabili nel punto da cui debba provenire, per ottenere un effetto da ventriloquo. Viene molto utile a Conan Edogawa anche quando telefona a Ran con la voce di Shinichi Kudo, rassicurandola e mantenendo così al contempo la sua copertura.
- Orologio spara-anestetico

Altro oggetto fra i più utilizzati, di solito per far addormentare Goro Mouri e, a volte, Sonoko Suzuki, fornendo così la soluzione dei casi al loro posto. Funziona anche come arma difensiva contro i criminali che devono essere arrestati dalla polizia. Inoltre l'orologio è dotato anche di una piccola torcia per vedere al buio.
- Scarpe Aumenta Forza

Queste speciali scarpe da ginnastica stimolano i muscoli del piede per aumentare la forza dei calci. Questa caratteristica, unita all'abilità di calciatore di Shinichi Kudo, consentono di tirare fortissimi e precisissimi calci agli oggetti che a Conan Edogawa capitano a tiro per poter abbattere gli avversari. Per farle funzionare si gira una rotella con cui si può regolare la potenza del calcio.
- Occhiali Rintraccia-criminali

Al fine di non rivelare la sua vera identità Shinichi Kudo ha dovuto subito indossare gli occhiali del padre, diventati in seguito molto utili: sono stati infatti dotati di un radar per seguire gli spostamenti delle persone a cui Conan Edogawa ha attaccato uno dei suoi bottoni segnalatori. Hanno anche un apposito pulsante che, quando viene premuto, fa uscire un'antenna per migliorare e ampliare la ricezione. Questi occhiali sono anche dotati della modalità visione notturna e di un potente zoom.
- Bretelle Elastiche

Le bretelle indossate da Conan Edogawa servono non solo a reggergli i pantaloni ma anche a trarlo in salvo da certe situazioni di pericolo, dato che sono molto elastiche e resistenti. Tale caratteristica gli permette di sollevare dei oggetti talmente pesanti che un bambino non li riuscirebbe mai a sollevare. Le bretelle sono più comunemente usate nei film che nella serie.
- Skateboard ad energia solare

Il mezzo di locomozione a disposizione di Conan Edogawa. Va ad energia solare, quindi presenta, almeno fino a 30 minuti dopo il tramonto, l'inconveniente di non poter essere utilizzato la notte. Nonostante ciò può rivelarsi utilissimo per inseguire e catturare i criminali, benché nel quarto film si veda Conan Edogawa usarlo senza problemi. Nel quinto film ne viene presentata una variante a propulsione, infatti quando viene premuto il pulsante d'accensione si sente un rumore simile a quello del motore di un jet. Come il precedente gadget, lo skateboard è utilizzato più spesso nei film invece che nel manga.
- Bottone ricetrasmittente

Si tratta di alcuni adesivi a forma di bottone dotati di GPS rilevabile attraverso gli occhiali di Conan Edogawa.
- Quaderno-Mappa satellitare
- Cestino da pranzo con Fax

Un apposito cestino da pranzo, contenente un'apparecchiatura per ricevere fax. Comparso solo all'inizio della serie.
- Bottone Speaker

Sono dei bottoni-altoparlanti utilizzati quando Conan Edogawa vuole che la sua voce si possa sentire da un punto distante da egli.
- Penna regi-scambia voce
- Cellulare-Orecchino
- Cintura Spara-Palloni

Sì tratta di una particolare cintura che gonfia un pallone da calcio fatto di un materiale elastico che permette di essere gonfiato fino alle dimensioni di una mongolfiera. In base alle dimensioni con cui viene gonfiato il pallone è molto utile a Conan Edogawa per fermare i malintenzionati (associato alle scarpe potenzia calcio) o di fermare grandi oggetti in movimento o ancora attutire cadute pericolose.
- Spilla dei Giovani Detective

Una spilla-distintivo dei membri dei Detective Boys raffigurante una sagoma di Sherlock Holmes, con a destra la scritta Detective Boys e le lettere D e B in verticale. È in realtà un trasmettitore per tenersi sempre in contatto fra loro. Diventa molto utile per poter comunicare le novità quando si presenta necessario separarsi per agire su diversi fronti. È utilizzata anche come semplice mezzo di comunicazione tra amici.
Anche questa dotata di GPS rilevabile grazie agli occhiali di Conan Edogawa.

## Apparizioni in altre opere
Shinichi Kudo è apparso anche in Kaito Kid, altro manga dello stesso autore, precisamente, nei due capitoli intitolati Black Star (terzo e quarto del quarto volume). Non è mai apparso nel manga nei panni di Conan Edogawa. È invece apparso, sia come Shinichi Kudo che come Conan Edogawa, nell'anime Magic Kaito 1412.
Tutti i live action hanno Shinichi Kudo per protagonista e sono tutti ambientati prima della trasformazione, tranne il secondo special, in cui Conan Edogawa ritorna Shinichi Kudo.

## Doppiaggio
Nella versione originale giapponese, Conan Edogawa è doppiato in tutti i media da Minami Takayama, che doppia anche Shinichi Kudo da bambino. Shinichi Kudo da grande, invece, è doppiato da Kappei Yamaguchi.
Nella versione italiana, Conan Edogawa è stato doppiato da Irene Scalzo dalla sua prima apparizione, fino all'episodio 593 e nei primi 13 film della serie. Dopo il ritiro dalla professione della Scalzo, Conan Edogawa è stato doppiato da Monica Bonetto, dall'episodio 594 al 776, nel sedicesimo film, nei crossover con Lupin III e negli episodi 10-11 di Magic Kaito 1412. Negli episodi successivi di quest'ultimo anime, a causa della morte della Bonetto, viene doppiato da Federica Simonelli, che ha anche ridoppiato gli episodi 10-11, prestandogli poi voce nello special Detective Conan: Episode "One" - Il detective rimpicciolito. Nella serie spin-off Detective Conan: The Culprit Hanzawa è doppiato da Martina Tamburello. Diversamente da Conan Edogawa, Shinichi Kudo, da grande, è doppiato da Davide Garbolino, mentre da bambino viene doppiato da Irene Scalzo negli episodi 61, 421, 512 e 513, da Patrizia Mottola nell'episodio 456, dallo stesso Garbolino nel film La strategia degli abissi e da una doppiatrice non identificata nell'episodio 742.
Per il suo doppiaggio di Shinichi Kudo nel film Detective Conan - Fino alla fine del tempo, Davide Garbolino è stato premiato nel 2008 al Gran Galà del Doppiaggio Romics DD, nella categoria "Premi del pubblico - Miglior voce maschile di un cartone animato".

## Accoglienza
Nel 1998, secondo l'Anime Grand Prix di Animage, Shinichi Kudo è stato votato come il decimo personaggio maschile più popolare degli anime. È invece quarto nella lista di un sondaggio del 2001. In quello "amicizia", realizzato dal sito rankingjapan.com, si è classificato terzo tra i personaggi di anime da volere come amico. Mania Entertainment ha messo Conan Edogawa allo stesso posto tra i più grandi detective degli anime. Ancora, Shinichi Kudo è risultato nono tra i più popolari personaggi maschili degli anime in un sondaggio del 2010. Secondo uno fatto su eBookJapan.jp, inoltre, Shinichi Kudo e Conan Edogawa sono, rispettivamente, secondo e terzo personaggio più popolare della serie. Jian DeLeon del magazine Complex li ha classificati al diciottesimo posto nella lista dei 25 personaggi più alla moda.

## Merchandising
Nel 2015 è stata distribuita dalla Figma l'action figure figFIX SP-001 e nel 2019 dalla Bandai per la linea S. H. Figuarts.